# Boreomysis rostrata
Boreomysis rostrata är en kräftdjursart som beskrevs av Illig 1906. Boreomysis rostrata ingår i släktet Boreomysis och familjen Mysidae. Inga underarter finns listade i Catalogue of Life.